# Nissan P35
O P35 foi um carro feito pela Nissan para competir somente em corridas.